# Carlo Antonio Pisarri
Pour les articles homonymes, voir Pisarri.
À ne pas confondre avec l'imprimeur Antonio Pisarri.
Carlo Antonio Pisarri ou Carlantanio Pisarri, né vers 1720 à Bologne et mort dans la même ville en 1780, est un peintre et graveur italien actif à Bologne.

## Biographie
Carlo Antonio Pisarri était principalement actif à Bologne. Il était élève de Ercole Lelli. Il a principalement réalisé des copies de sujets religieux et de peintures des Carracci (Lodovico, Annibale et Agostino).

## Œuvres

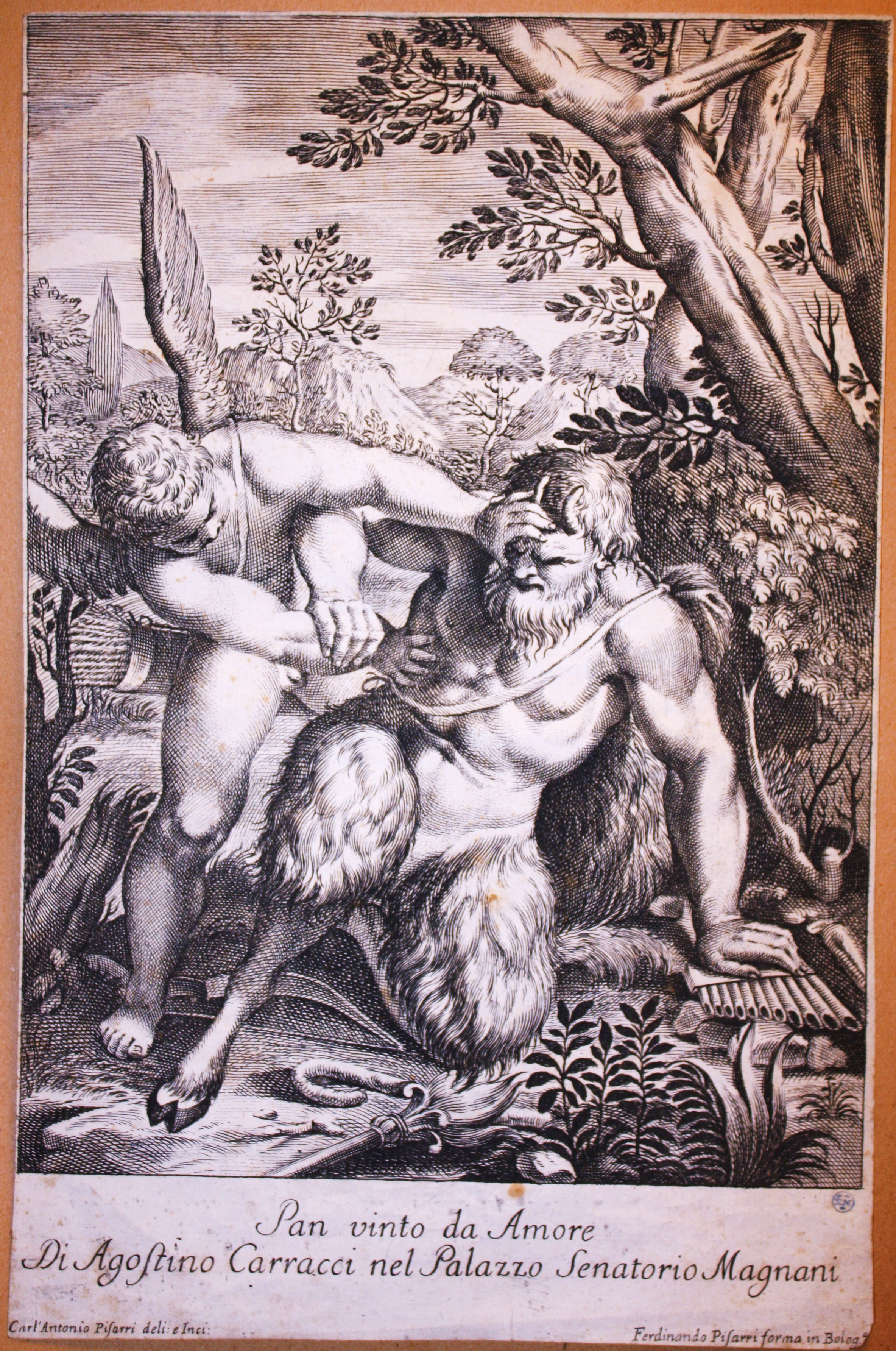
Pan vinto da Amore, gravure d'après Agostino Carracci.

- Santa Cecilia, huile sur toile, d'après Raphaël, XVIIIe siècle, South Kensington Museum[3] ;
- Pan vinto da Amore, d'après Agostino Carracci, encre sur papier, 34 × 22,5 cm, vers 1750, British Museum[4].